# Arockia Sebastian Durairaj
Alangaram Arockia Sebastian Durairaj SVD (* 3. Mai 1957 in Thirunagar, Tamil Nadu) ist ein indischer Ordensgeistlicher und römisch-katholischer Erzbischof von Bhopal.

## Leben
Arockia Sebastian Durairaj trat der Ordensgemeinschaft der Steyler Missionare bei und empfing am 8. Mai 1985 das Sakrament der Priesterweihe.
Am 11. Mai 2009 ernannte ihn Papst Benedikt XVI. zum Bischof von Khandwa. Der Erzbischof von Bhopal, Leo Cornelio SVD, spendete ihm am 16. Juli desselben Jahres die Bischofsweihe; Mitkonsekratoren waren der Erzbischof von Nagpur, Abraham Viruthakulangara, und der Erzbischof von Madurai, Peter Fernando.
Papst Franziskus bestellte ihn am 4. Oktober 2021 zum Erzbischof von Bhopal. Die Amtseinführung erfolgte am 27. November desselben Jahres.